# ジャンプバグ
『ジャンプバグ』（JUMP BUG）は、アルファ電子と豊栄産業が開発し、1981年にセガより発売されたアーケードゲーム。ジャンルは横スクロールのアクションシューティングゲームである。サブタイトルは「ワーゲンの不思議な冒険への旅」。

## 概要
アーケードゲーム初期によく見られた縦画面・強制右スクロールゲーム。タイトルにある「バグ（BUG）」とは、“フォルクスワーゲン・ビートル”タイプ1の愛称から取られている。
プレイヤーキャラクターであるバグを操作して、障害物や敵キャラクターをジャンプや弾で回避しながら、ドル袋や宝石を集めていき、ゴールを目指すのが目的。ステージはビルの立ち並ぶ摩天楼に始まり、平原、火山、ピラミッド内部、再び火山、海底、宇宙、滑走路（着陸すればクリア）の全8面。
ドル袋や宝石は、取るごとに取得数が画面下にカウントされていき、ゲーム開始から48個取得すると自機が1機増える（画面下＝の左にバグの表示）、以降は48個取得する毎にボーナス点が得られる（画面下＝の左にBONUS POINTSと表示）。自機は点数で増えないので、ゲーム中で自機が増える機会は1回のみとなる。
自機を全部失うとゲームオーバー。ゲームオーバー後、スコアがトップから3位以内に入るとネームエントリーができ、英文字で3文字分入力できる。コンティニューは無し。
ゲームのデモ画面で、ゲーム内容とシーンが説明される。
バグの行く手を阻む敵キャラクターは画面内を跳ねる魔女や宇宙人など、レトロゲームらしい脈絡のなさを持ったサイケデリックなゲームである。
ピラミッドの面にて最上段のダイヤモンドに辿り着くと次の面への移動中BGMに「チャイコフスキー祝典序曲1812年」が流れる。

## ゲーム内容

### 登場キャラクター
バグ（プレイヤーキャラ）
8方向レバーとボタン1つで操作。地面についているときに上にレバーを入れると一定の高さまでジャンプできる。自機が下降しているときにレバーを下に入れると素早く下降することができ、下降中に上に入れると下降を遅らせることができる。右に入れると画面右へ移動できるが、左に入れてもスクロールに合わせてその場にとどまるだけでバックできない（ただしシーン4のピラミッドだけはバックできる）。
ボタンを押すと自機の右方向に弾を撃つことができる。単発でしか発射できないが貫通性があり、登場する敵キャラクターのほとんどを倒すことができる。自機にはパワーアップなどの要素は一切ない。
敵にぶつかる、弾に当たる、岩や火山の噴火に当たるとミスとなり1機失う。シーン1・2・3・5・6はミスして墜落後の場所から、シーン4・7・8はミスしたその場所でゲーム再開。自機を全部失うとゲームオーバー。
＄袋、宝石
取ると得点になる。点数は右に表示されているもの、表示されていないもの（取ると点数が表示される）、点数が変化するもの（シーン1と2の変わり目に1回だけ登場）がある。ゲーム開始から48個取ると1UP、それ以降は48個取るごとにボーナス点が加算される。
雲
シーン1・2・3・5・7で登場。バグが上に乗ることができる。シーン2・3・5では、数字か「？」が書かれており、この上に乗ると点数が加算される。
敵
宇宙人、蝙蝠、クラゲ、魔女などが出てくるが、敵はすべて1発で倒すことができる。敵はシーン6・7の一部キャラ以外弾を撃ってこない、また敵の弾は自機の弾で撃ち落とすことができる。周回が進むとスピードが上がったり、数が増えたり挙動が変化したりして難易度が上がる。

### 各シーン
※カッコ内はインストラクションカードに書かれているシーン名
シーン1：CITY（ビル）
ビルが立ち並ぶ都市。ビルの屋上は＄袋や宝石、敵が配置されている。地上には左右に移動するドクロ？がおり、時々上下に移動する。中盤では魔女が登場する。
シーン2：PLAIN（平原）
＄袋の右に宇宙人が平原に敷き詰められている面。画面左から弾を撃って一掃しながら進むのが良い。途中に出てくる岩は当たるとミスになる。この面の雲は、上の方ほどスコアは高く設定されている。
シーン3：VOLCANOS(火山）
噴火する火山をかいくぐりながら進む面。敵が要所に置かれているので細かい操作が必要。中盤で魔女が登場する。
シーン4：IN A PYRAMID（ピラミッド）
ピラミッド内部を進む。この面だけは4方向に任意スクロールするので、レバーで上下左右に移動することができる。この面で出てくる蝙蝠は発生口から出てくるが、移動パターンが読みにくくスクロールの出合い頭でぶつかることがあり、難易度は高い。途中に置かれている＄袋は下層に行くほど点数が高く設定されている（100～400点）。この面の＄袋は、取ると点数表示後、敵に変わるので取ったらすぐ移動しないとミスとなる（一定時間が経つと＄袋に戻る）。中央の空間では一定間隔で噴水が噴き出しており、タイミングが合えば噴水の上に乗り頂上へ上ることができる。噴水に乗るか、自力で頂上まで上りつめると、ボーナス1000点+＄袋取得10個分がカウントされてシーンクリア。
クリア後のピラミッドを降りる時、蝙蝠にぶつかってもミスにはならない。弾は撃つことができるので、蝙蝠を倒すこともできる。
シーン5：VOLCANOS（火山）
シーン3と内容は一緒、距離はシーン3の後半部分と同一。序盤で魔女が登場する。
シーン6：SEA（海中）
海の中を進む。水の抵抗を表現しているのか、スクロール速度や自機の移動速度が通常の半分ほどになる（なお水上から出ても移動速度は変わらない）。前半は親クラゲから放たれるクラゲと空中から鳥の落下物攻撃、後半はアンコウから発射される魚雷攻撃がある。後半で発射台のようなものが登場し、自機と縦が合うとシーンクリアとなり次のシーンへ進む。
ある条件で発射台上を通過してしまいシーンクリアにならない場合がある。この場合は少し進むと再び発射台が現れる。
シーン7：SKY（宇宙）
夜空をバックに海上を進む。前半は空中を飛ぶ敵が襲いかかり（ただし自機を狙ってはこない）、後半は船から発射されるミサイル攻撃や敵の上下空間移動攻撃＋ミサイル攻撃（ただし真上だけしか撃たない）がある。船から発射されるミサイルは、上方向だけでなく横方向にも撃ってくるので注意が必要。この面の＄袋は雲の上に配置されていて、100点から短時間で連続取得するごとに100点ずつ上がっていき、最高900点まで上がる。ただし自機が下に着水するか連続取得が途切れた場合100点に戻る。
シーン8：FINISH（滑走路）
↓が並んだ黄色の滑走路が見えたら、滑走路上に降りればピラミッドクリア時と同じBGMが流れて1周クリア。滑走路に降りるまではクリアとならないので、その間は点数を稼ぐことができる。
クリア後は、「REPLAY」と表示されてシーン1から再スタート。
※2周目以降※
敵出現数の増加や敵の移動速度・魚雷の速度が速くなる。特に魔女においてはシーン1で2回登場、シーン2でも登場するほか、画面外にジャンプしたり魔女が＄袋や宝石に触れると敵に変換されてしまうようになる。

## 移植作品
- PC-9801/PC-9821シリーズ（マインドウェア）1996年9月7日発売 - アーケード版の移植。サウンド監修は古代祐三。
- アルカディア (ゲーム機)（バンダイのゲーム機） - ホッピーバグ